# Dragon Kid
Nobuyoshi Nakamura (中村信義, Nakamura Nobuyoshi) (né le 2 février 1976) est un catcheur (lutteur professionnel) japonais plus connu sous le nom de Dragon Kid (ドラゴン・キッド, Doragon kiddo). Il travaille actuellement à la Dragon Gate.
Il est arbitre à la Frontier Martial-Arts Wrestling avant de rencontrer le catcheur Ultimo Dragon qui l'entraine au Mexique. Il lutte à la Toryumon puis à la Dragon Gate quand les catcheurs de la Toryumon décident de créer leur propre compagnie.

## Carrière de catcheur

### Début comme arbitre puis voyage au Mexique (1993-1998)
Nakamura s'entraine au dojo de la Frontier Martial-Arts Wrestling (FMW) en 1993. Atsushi Onita (en), le propriétaire de la FMW, le trouve trop petit pour être et décide de faire de lui un arbitre. Il quitte la FMW et rencontre Ultimo Dragon qui l'entraine.
Il commence sa carrière de catcheur en 1998 au Mexique sous le nom de Little Dragon. Au cours de sa première année, il fait une apparition à la World Championship Wrestling le 29 juin où il bat Eddie Guerrero après une distraction de Chavo Guerrero, Jr.

### Toryumon Japan (1999-2004)
Nakamura retourne avec Ultimo Dragon au Japon où il lutte à la Toryumon Japan, la fédération d'Ultimo Dragon. C'est dans cette fédération qu'il change de nom de ring pour celui de Dragon Kid et qu'il remporte son premier titre le 6 février 1999 en devenant champion du monde des poids welters de la National Wrestling Alliance après sa victoire face à Dr Cerebro,.
En 2000, il est le rival de Suwa et cela donne lieu le 24 août à un Hair vs. Mask match remporté par Dragon Kid,. 

### Dragon Gate (2004-...)
Le 30 août 2013, lui et K-ness battent Naruki Doi et Ricochet et remportent les Open the Twin Gate Championship.
Lors de Final Gate 2014, lui, Big R Shimizu et Masaaki Mochizuki battent Jimmyz (Genki Horiguchi H.A.Gee.Mee!!, Jimmy Susumu, et Ryo "Jimmy" Saito) et remportent les Open the Triangle Gate Championship. Le 18 janvier, ils conservent leur titres contre Monster Express (Akira Tozawa, Shingo Takagi et Syachihoko BOY).Le 28 février, ils conservent leur titres contre Mad Blankey (CIMA, Cyber Kong et Naruki Doi).

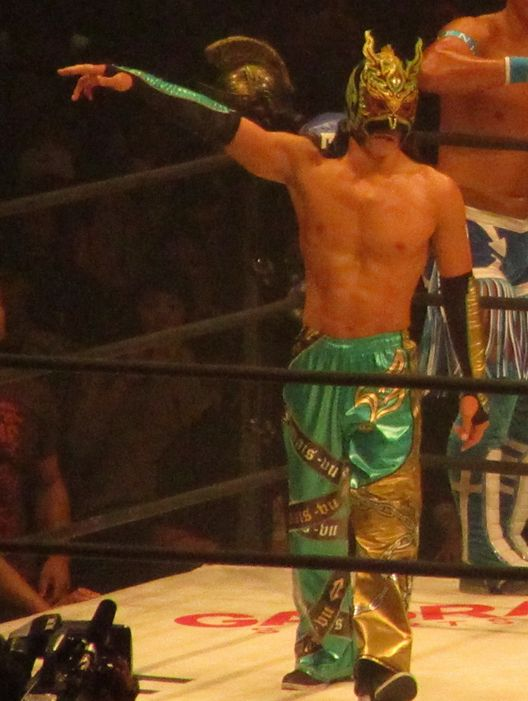
Dragon Kid en Novembre 2016

Lors de Gate Of Destiny 2016, lui et Cima battent Jimmyz (Jimmy Kagetora et Jimmy Susumu) et remportent les Open the Twin Gate Championship. Lors de Final Gate 2016, ils conservent les titres contre VerserK (Shingo Takagi et T-Hawk).
Lors de Dangerous Gate 2018, il bat Eita et remporte le Open the Brave Gate Championship pour la quatrième fois,.

#### Toryumon (2019-2020)
Lors de Final Gate 2020, Toryumon est contraint de se dissoudre après avoir perdu un No Disqualification Losing Unit Disbands Match contre R.E.D (Eita, H.Y.O, HipHop Kikuta, Kaito Ishida et SB KENTo).

### Ring Of Honor (2006-2008)
Il fait ses débuts à la fédération lors de ROH Dragon Gate Challenge où lui et Genki Horiguchi perdent contre A.J. Styles et Matt Sydal.

## Palmarès
- Dragon Gate
  - 4 fois Open the Brave Gate Championship
  - 8 fois Open the Triangle Gate Championship avec Ryo Saito et Genki Horiguchi (3), Shingo Takagi et Taku Iwasa (1), CIMA et Ricochet (1), K-ness et Masaaki Mochizuki (1), Big R Shimizu et Masaaki Mochizuki (1) et Ryo Saito et Kenichiro Arai (1)
  - 3 fois Open the Twin Gate Championship avec PAC (1), K-ness (1) et CIMA (1)
  - El Numero Uno (2004)

- Toryumon Japan 
  - 1 fois NWA World Welterweight Championship

- Universal Wrestling Association
  - 3 fois UWA World Trios Championship avec Magnum Tokyo et Ryo Saito (1), avec Masaaki Mochizuki et Keni'chiro Arai (1) et avec Keni'chiro Arai et Second Doi (1)

- Westside Xtreme Wrestling
  - 1 fois wXw Lightweight Championship

## Récompenses des magazines
- Pro Wrestling Illustrated

| Année | 2001 | 2002 | 2003        | 2004 | 2005 | 2006 | 2007 | 2008 | 2009       | 2010 |
| ----- | ---- | ---- | ----------- | ---- | ---- | ---- | ---- | ---- | ---------- | ---- |
| Rang  | 160  | 167  | 186         | 172  | 228  | 106  | 111  | 181  | Non classé | 242  |
| Année | 2011 | 2012 | 2013 à 2016 | 2017 |      |      |      |      |            |      |
| Rang  | 300  | 231  | Non classé  | 378  |      |      |      |      |            |      |

- Wrestling Observer Newsletter
  - 5 Star Match (2006) avec Genki Horiguchi et Ryo Saito vs. CIMA, Naruki Doi et Masato Yoshino (ROH Supercard of Honor, 31 mars)
  - Best Flying Wrestler (2001)[20]
  - Best Wrestling Maneuver (1999, 2000) pour le Dragonrana[21]
  - Match of the Year (2006) avec Genki Horiguchi et Ryo Saito vs. CIMA, Naruki Doi et Masato Yoshino (ROH Supercard of Honor, 31 mars)[22]